# Aes signatum

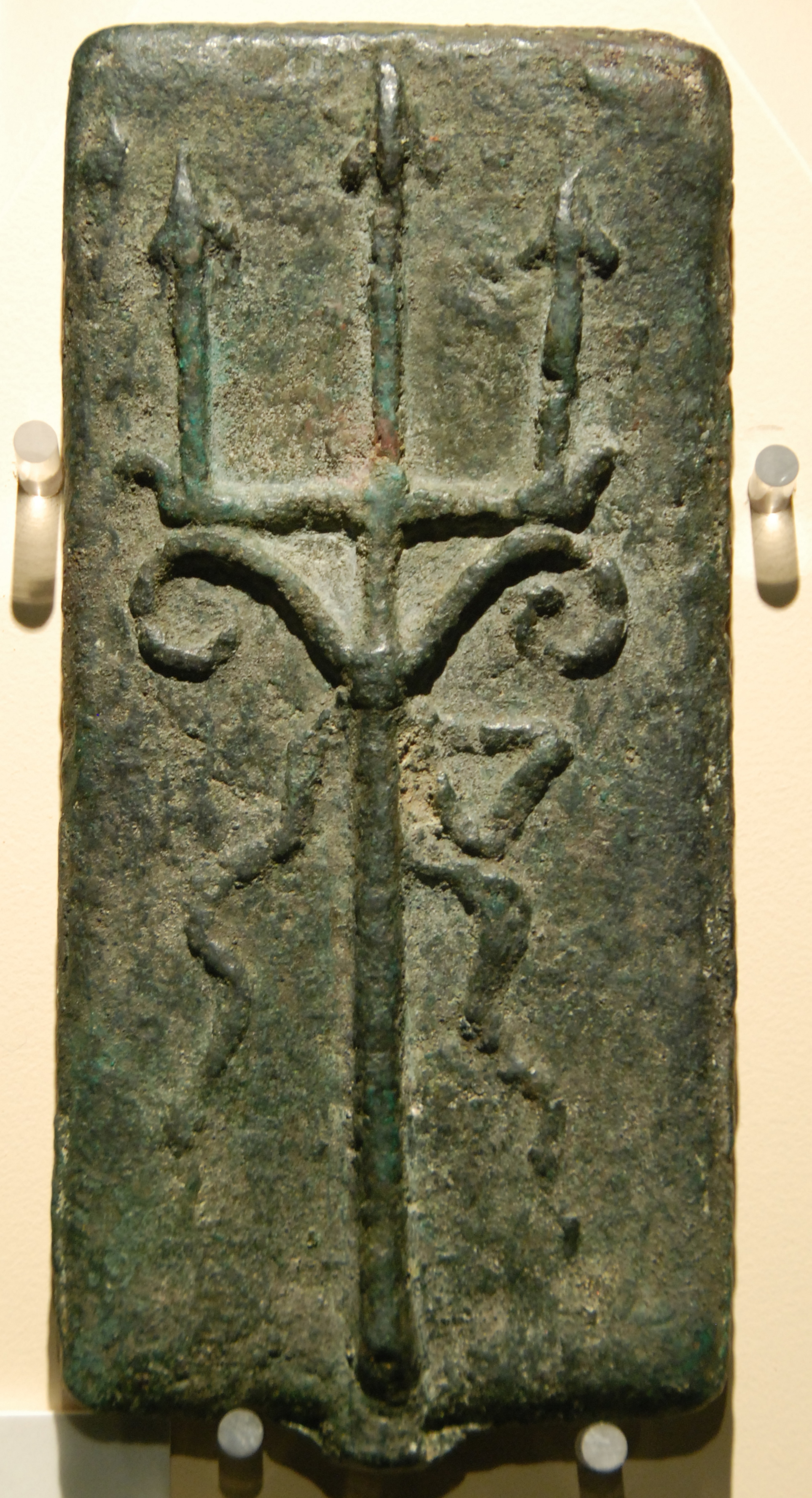
Aes Signatum, República romana després del 450 aC; bronze; mm. 185,00x90,00; GR. 1616,62; Biblioteca Vaticana, Roma

Aes signatum ('bronze segellat') és el terme que utilitzen els numismàtics moderns per indicar els lingots de bronze fos gravats amb un segell oficial que s'utilitzaven al centre d'Itàlia abans de la introducció de l'aes grave al segle iii aC. El terme no es troba a la literatura clàssica. La tradició popular els atribueix a Servi Tul·li, però com que la qualitat dels dissenys és molt bona fins i tot en els exemplars més antics, sembla molt poc probable. En general hi ha l'acord de que daten de mitjans del segle v aC. Normalment mostren un toro, una àguila i diversos símbols religiosos.

## Descripció
El pes de les barres oscil·lava entre 600 i 2500 grams, amb una mitjana d'aproximadament 5 lliures romanes, per tant, un valor de 5 asos. L'aes signatum no tenia valor nominal i per això ni hi havia mides fixes. Aquests lingots, com els aes rude, valien el pes que tenien i es tallaven segons les necessitats. Els lingots tenen dibuixos als dos costats. El primer aes signatum conegut no es va emetre a la ciutat de Roma, sinó al centre d'Itàlia, a Etrúria, Úmbria i Reggio Emilia. Portava la imatge d'un pal amb branques laterals que en sortien, i s'anomenava ramo secco (literalment 'branca seca'). Altres aes portaven una àguila amb un llamp a les urpes, i a l'altra banda un Pegàs volador. També se n'han trobat amb la imatge d'una espasa i una beina, i a l'altra cara un escut. Alguns són interessants: un aes signatum porta un elefant i un porc a l'altra banda, disseny que ha permès datar el lingot a l'any 275 aC, quan Pirros va ser derrotat i es van portar a Roma per primera vegada els elefants, que van impressionar el poble. La presència de l'elefant i el porc s'explica per un passatge de Claudi Elià que diu que aquests animals servien per espantar els elefants. Es cobrien els porcs de brea i se'ls calava foc, i els seus grunyits espantaven els paquiderms.